# Javier Daulte
Javier Daulte (Buenos Aires, 18 de marzo de 1963) es un guionista, dramaturgo y director de teatro argentino.

## Carrera
Fue fundador e integrante del ya disuelto grupo Caraja-ji de Buenos Aires. 
Publicó Nueva Dramaturgia de Buenos Aires (Casa de América, Madrid, 2000) Antología de autores argentinos, junto a textos de Luis Cano, Federico León, Daniel Veronese, Rafael Spregelburd y Alejandro Tantanian, entre otros.
Ha recibido más de un centenar de distinciones tanto en el ámbito nacional como fuera del país. Sus obras, todas ellas catalogados de comedias dramáticas, han contribuido a la renovación del teatro en Buenos Aires y Barcelona, introduciendo en sus argumentos elementos fantásticos y de género dentro de una construcción hiperrealista que se manifiesta a través de sus diálogos ágiles y creíbles. Dentro de sus creaciones cabe destacar: Criminal, La escala humana, Bésame mucho, 4D Óptico, ¿Estás ahí?, Nunca estuviste tan adorable, Automáticos, La felicidad, Cómo es posible que te quiera tanto, Caperucita, Proyecto vestuarios y Personitas.
Como director se destaca por la extraordinaria dinámica de sus puestas en escena y la precisa dirección de actores.
Ha dirigido textos ajenos con singular éxito. Tal es el caso de Baraka, de María Goos y Un dios salvaje de Yasmina Reza, Lluvia constante de Ket Huff, Espejos circulares de Annie Baker, El hijo de P#!@ del sombrero, Mineros, Filosofía de vida, Una relación pornográfica, Amadeus, ¿Quién es el Sr. Schmitt?.
Dicta cursos y seminarios de actuación y dramaturgia en Buenos Aires, Barcelona, Sucre, México, Caracas, entre otras ciudades, y ha participado de numerosos festivales internacionales.
Es asesor pedagógico de la Escuela de Interpretación EÒLIA de la Ciudad de Barcelona, donde se implementa su método para actores bajo el nombre de Procedimiento Daulte.
Entre 2006 y 2009 fue director Artístico de la Sala Villarroel de Barcelona.
Varias de sus obras han sido llevadas al cine.
En 2011 recibió el Premio Konex de Platino al mejor director de teatro de la década 2001-2010, y en 2004 el Konex - Diploma al Mérito en la disciplina "Teatro: Quinquenio 1999 - 2003". En 2012 recibió el ACE de Oro.

## Televisión
Guionista
- Fiscales 1998.
- Para vestir santos 2010.
- Tiempos compulsivos 2012-2013.
- Silencios de familia 2016.

## Teatro
- Valeria Radioactiva - Autor y director.
- Después de casa de muñecas - Director.
- Siniestra - Autor y director.
- Clarividentes - Autor y director.
- Los vecinos de arriba - Director.
- Venus en piel - Director.
- Novecento - Director.
- Personitas - Autor y director.
- ¿Quién es el Sr. Schmitt? - Director.
- Amadeus - Director.
- Macbeth - Director.
- El Hijo de P#!@ del Sombrero - Director.
- Qué será de ti - Autor y director.
- Una relación pornográfica - Director.
- Espejos circulares - Director.
- Lluvia constante - Director.
- Filosofía de vida - Director y Adaptación.
- Mineros - Director.
- Proyecto Vestuarios - Autor y director.
- Un dios salvaje - Director.
- Caperucita - Autor y director.
- Baraka - Director.
- ¿Cómo es posible que te quiera tanto? - Autor y director.
- La felicidad - Autor y director.
- Automáticos - Autor y director.
- Nunca estuviste tan adorable - Autor y director.
- ¿Estás ahí? - Autor y director.
- 4D Óptico - Autor y director.
- El vuelo del dragón - Autor y director.
- Bésame mucho - Autor y director.
- Demóstenes estomba - Autor y director.
- La escala humana - Autor y director.
- Fuera de cuadro - Autor y director.
- Gore - Autor y director.
- Faros de color - Autor y Director.
- Geometría - Autor.
- Casino, esto es una guerra - Autor.
- Martha Stutz - Autor.
- Desde la noche llamo - Autor.
- Un asesino al otro lado de la pared - Autor.
- Criminal - Autor.
- Óbito - Autor.
- ¿Tocar a nuestro concepto del universo, por ese pedacito de tiniebla griega? - Autor.
- Femenino - Autor.
- La otra - Autor.
- Confesión: Carta de amor - Autor.
- Paulatina aproximación a un teorema dramático del miedo - Autor.
- Sueño de una noche de verano - Versión.
- Metamorfosis - Autor.
- Muy rápido, muy frágil - Autor.
- Movimiento de partida - Autor.
- Dos mujeres - Autor.
- Ni con perros ni con chicos... - Director.